# Duplo produto
Duplo produto é uma medição estimativa de esforço cardíaco e de consumo de oxigênio pelo miocárdio. Seu valor é obtido pela multiplicação da frequência cardíaca (medida em bpm) pela pressão arterial sistólica (medida em mmHg).
Os valores de referência para o duplo produto de um indivíduo variam em média entre 6.000 em repouso até 40.000 em exercícios exaustivos.